# Loro Piceno
Loro Piceno – miejscowość i gmina we Włoszech, w regionie Marche, w prowincji Macerata.
Według danych na rok 2004 gminę zamieszkiwało 2485 osób, 77,7 os./km².